# Taeniura
Taeniura – rodzaj morskich i słodkowodnyc ryb chrzęstnoszkieletowych z podrodziny Neotrygoninae w obrębie rodziny ogończowatych (Dasyatidae).

## Rozmieszczenie geograficzne
Do rodzaju należą gatunki występujące w wodach Indo-Pacyfiku.

## Morfologia
Długość ciała do 35 cm.

## Systematyka
Rodzaj zdefiniowali w 1837 roku niemieccy ichtiolodzy Johannes Peter Müller i Jakob Henle w artykule poświęconym rodzajom rekinów i płaszczek, opublikowanym w czasopiśmie Bericht über die zur Bekanntmachung geeigneten Verhandlungen der Königlichen Preussischen Akademie der Wissenschaften zu Berlin. Gatunkiem typowym jest (oznaczenie monotypowe) patelnica niebieskoplama (T. lymma).

### Etymologia
- Taeniura: gr. ταινια tainia ‘opaska, wstęga’; ουρα oura ‘ogon’[6].
- Discobatis: gr. δισκος diskos ‘płyta, dysk’[7]; βατoς batos lub βατις batis ‘płaska ryba, zwykle stosowana w odniesieniu do płaszczki lub rai’[8]. Gatunek typowy (oznaczenie monotypowe): Discobatis marginipinnis Miklouho-Maclay & Macleay, 1886 (= Raja lymma Fabricius, 1775).
- Discotrygon: gr. δισκος diskos ‘płyta, dysk’[7]; τρυγων trugōn, τρυγονσς trugonos ‘płaszczka’[9].

### Podział systematyczny
Do rodzaju należą następujące gatunki:
- Taeniura lessoni Last, White & Naylor, 2016
- Taeniura lymma (Fabricius, 1775) – patelnica niebieskoplama[10]